# Saison 2011-2012 de Galatasaray SK
Maillots
Chronologie
Saison précédente Saison suivante

## Transferts

### Mercato d'été

#### Arrivées
| Nom du Joueur    | Nationalité | Âge    | Poste     | Coût                     | Provenance          | Durée du contrat         | Source |
| ---------------- | ----------- | ------ | --------- | ------------------------ | ------------------- | ------------------------ | ------ |
| Johan Elmander   | SUE         | 30 ans | Attaquant | Libre                    | Bolton Wanderers    | 3 ans                    | [ 3 ]  |
| Selçuk İnan      | TUR         | 26 ans | Milieu    | Libre                    | Trabzonspor         | 5 ans                    | [ 4 ]  |
| Ceyhun Gülselam  | TUR         | 23 ans | Milieu    | Libre                    | Trabzonspor         | 3 ans                    | [ 5 ]  |
| Tomáš Ujfaluši   | RTC         | 33 ans | Défenseur | 2 000 000 €              | Atlético Madrid     | 2 ans                    | [ 6 ]  |
| Okan Derici      | TUR         | 18 ans | Attaquant | Libre                    | Eintracht Francfort | 3 ans                    | [ 7 ]  |
| Fernando Muslera | URU         | 25 ans | Gardien   | 6 750 000 € + Lorik Cana | Lazio Rome          | 5 ans                    | [ 8 ]  |
| Felipe Melo      | BRE         | 28 ans | Milieu    | Prêt avec o.a            | Juventus            | 1 an                     | [ 9 ]  |
| Emmanuel Eboué   | CIV         | 28 ans | Défenseur | 3 500 000 €              | Arsenal FC          | 4 ans                    | [ 10 ] |
| Engin Baytar     | TUR         | 28 ans | Milieu    | 1 100 000 €              | Trabzonspor         | 2 ans                    | [ 11 ] |
| Albert Riera     | ESP         | 29 ans | Milieu    | 3 000 000 €              | Olympiakos          | 4 ans (+ 1 an optionnel) | [ 12 ] |
| Sercan Yıldırım  | TUR         | 21 ans | Attaquant | 3 000 000 €              | Bursaspor           | 5 ans                    | [ 12 ] |
| Uğur Demirok     | TUR         | 22 ans | Défenseur | Retour de prêt           |                     |                          |        |
| Oğuz Sabankay    | TUR         | 23 ans | Milieu    | Retour de prêt           |                     |                          |        |

#### Départs
| Nom du Joueur      | Nationalité | Âge    | Poste     | Transfert                          | Destination          | Durée | Source |
| ------------------ | ----------- | ------ | --------- | ---------------------------------- | -------------------- | ----- | ------ |
| Róbinson Zapata    | COL         | 32 ans | Gardien   | Résiliation de contrat             | Deportivo Pereira    |       |        |
| Emiliano Insúa     | ARG         | 22 ans | Défenseur | Retour Prêt                        | Liverpool FC         |       |        |
| Barış Özbek        | TUR         | 24 ans | Milieu    | Fin de contrat                     | Trabzonspor          |       |        |
| Cem Sultan         | TUR         | 20 ans | Attaquant | Fin de contrat                     | Kayserispor          |       |        |
| Harry Kewell       | AUS         | 32 ans | Milieu    | Fin de contrat                     | Melbourne Victory    |       |        |
| Lucas Neill        | AUS         | 33 ans | Défenseur | Fin de contrat                     | Al-Jazira Club       |       |        |
| Cumhur Yılmaztürk  | TUR         | 21 ans | Milieu    | ?                                  | Rizespor             |       |        |
| Erhan Şentürk      | TUR         | 22 ans | Attaquant | Prêt                               | Karşiyaka SK         | 1 an  |        |
| Serdar Eylik       | TUR         | 21 ans | Milieu    | Prêt                               | Karşiyaka SK         | 1 an  |        |
| Lorik Cana         | ALB         | 28 ans | Milieu    | 5 000 000 €                        | Lazio Rome           |       |        |
| Uğur Demirok       | TUR         | 22 ans | Défenseur | Contrat non renouvelé              | Akhisar Belediyespor |       |        |
| Emmanuel Culio     | ARG         | 28 ans | Milieu    | Prêt avec o.a                      | Orduspor             | 1 an  |        |
| Arda Turan         | TUR         | 24 ans | Milieu    | 12 000 000 € (+ 1 000 000 € bonus) | Atlético Madrid      |       |        |
| Mehmet Batdal      | TUR         | 25 ans | Attaquant | Prêt                               | Karabükspor          |       |        |
| Bogdan Stancu      | ROM         | 24 ans | Attaquant | Prêt                               | Orduspor             | 1 an  | [ 13 ] |
| Juan Pablo Pino    | COL         | 23 ans | Attaquant | Prêt                               | Al Nasr Riyad        | 1 an  |        |
| Berk Neziroğluları | TUR         | 20 ans | Défenseur | Fin de contrat                     | Adanaspor            |       |        |
| Mustafa Sarp       | TUR         | 30 ans | Milieu    | Résiliation de contrat             | Samsunspor           |       |        |
| Anıl Dilaver       | TUR         | 20 ans | Attaquant | Prêt                               | Samsunspor           | 1 an  |        |
| Musa Çağıran       | TUR         | 18 ans | Milieu    | Echange                            | Bursaspor            |       |        |
| Oğuz Sabankay      | TUR         | 24 ans | Milieu    | Fin de contrat                     | Akyurt Şekerspor     |       |        |

### Mercato d'hiver

#### Arrivées
| Nom du Joueur  | Nationalité | Âge    | Poste     | Coût           | Provenance  | Durée du contrat | Source |
| -------------- | ----------- | ------ | --------- | -------------- | ----------- | ---------------- | ------ |
| Yiğit Gökoğlan | TUR         | 22 ans | Milieu    | 2 500 000 €    | Manisaspor  | 4,5 ans          | [ 14 ] |
| Mehmet Batdal  | TUR         | 25 ans | Attaquant | Rappel de prêt | Karabükspor |                  |        |
| Necati Ateş    | TUR         | 32 ans | Attaquant | 250 000 €      | Antalyaspor | 6 mois           | [ 15 ] |

#### Départs
| Nom du Joueur | Nationalité | Âge    | Poste  | Transfert     | Destination | Durée  | Source |
| ------------- | ----------- | ------ | ------ | ------------- | ----------- | ------ | ------ |
| Kazim Kazim   | TUR         | 25 ans | Milieu | Prêt avec o.a | Olympiakos  | 6 mois | [ 16 ] |

## Calendrier

### Matchs d'avant-saison
| Date            | Adversaire          | Lieu         | Score | Buteurs                                       |
| --------------- | ------------------- | ------------ | ----- | --------------------------------------------- |
| 08 juillet 2011 | Türkiyemspor Berlin | Kufstein     | 2 - 1 | Serkan Kurtulus (11e) - Okan Derici (42e)     |
| 10 juillet 2011 | SpVgg Unterhaching  | Unterhaching | 1 - 1 | Kazim Kazim (52e)                             |
| 20 juillet 2011 | FC Twente           | Osnabrück    | 0 - 1 |                                               |
| 24 juillet 2011 | Inter Milan         | Bochum       | 0 - 0 |                                               |
| 28 juillet 2011 | Liverpool FC        | Istanbul     | 3 - 0 | Milan Baroš (7e) (39e) - Johan Elmander (84e) |
| 17 août 2011    | Olympiakos          | Athènes      | 0 - 1 |                                               |
| 24 août 2011    | Real Madrid         | Madrid       | 1 - 2 | Selçuk İnan (11e)                             |

## Statistiques championnat
Victoires  - Nuls  - Défaites 
| Journée    | 1   | 2  | 3  | 4  | 5  | 6  | 7  | 8  | 9  | 10 | 11 | 12 | 13 | 14  | 15  | 16  | 17  | 18  | 19  | 20  | 21  | 22  | 23  | 24  | 25  | 26  | 27  | 28  | 29  | 30  | 31  | 32  | 33  | 34  |
| ---------- | --- | -- | -- | -- | -- | -- | -- | -- | -- | -- | -- | -- | -- | --- | --- | --- | --- | --- | --- | --- | --- | --- | --- | --- | --- | --- | --- | --- | --- | --- | --- | --- | --- | --- |
| Terrain    | E   | D  | E  | D  | E  | D  | E  | D  | E  | D  | E  | D  | E  | D   | E   | E   | D   | D   | E   | D   | E   | D   | E   | D   | E   | D   | E   | D   | E   | D   | E   | D   | D   | E   |
| Résultats  |     |    |    |    |    |    |    |    |    |    |    |    |    |     |     |     |     |     |     |     |     |     |     |     |     |     |     |     |     |     |     |     |     |     |
| Points     | 0   | 3  | 4  | 7  | 10 | 13 | 14 | 14 | 17 | 18 | 19 | 22 | 25 | 28  | 31  | 34  | 37  | 40  | 43  | 46  | 47  | 50  | 50  | 51  | 54  | 57  | 60  | 63  | 66  | 69  | 70  | 71  | 74  | 77  |
| Classement | 17e | 8e | 8e | 6e | 2e | 3e | 2e | 4e | 2e | 3e | 3e | 2e | 2e | 1er | 1er | 1er | 1er | 1er | 1er | 1er | 1er | 1er | 1er | 1er | 1er | 1er | 1er | 1er | 1er | 1er | 1er | 1er | 1er | 1er |

## Statistiques joueurs
| N° | Nat. | Nom                 | Championnat  | Championnat | Championnat      | Championnat | Championnat  | Championnat   | Coupe de Turquie | Coupe de Turquie | Coupe de Turquie | Coupe de Turquie | Coupe de Turquie | Coupe de Turquie | Total        | Total       | Total            | Total  | Total        | Total         |
| N° | Nat. | Nom                 | Matchs Joués | But inscrit | Passes décisives | Averti      | Carton rouge | Minutes Joués | Matchs Joués     | But inscrit      | Passes décisives | Averti           | Carton rouge     | Minutes Joués    | Matchs Joués | But inscrit | Passes décisives | Averti | Carton rouge | Minutes Joués |
| -- | ---- | ------------------- | ------------ | ----------- | ---------------- | ----------- | ------------ | ------------- | ---------------- | ---------------- | ---------------- | ---------------- | ---------------- | ---------------- | ------------ | ----------- | ---------------- | ------ | ------------ | ------------- |
| 1  |      | Aykut Erçetin       | 1            | –           | –                | –           | –            | 90            | –                | –                | –                | –                | –                | –                | 1            | –           | –                | –      | –            | 90            |
| 25 |      | Fernando Muslera    | 39           | 1           | –                | 4           | 1            | 3434          | –                | –                | –                | –                | –                | –                | 39           | 1           | –                | 4      | 1            | 3434          |
| 86 |      | Ufuk Ceylan         | 1            | –           | –                | –           | –            | 76            | 2                | –                | –                | –                | –                | 120              | 3            | –           | –                | –      | –            | 196           |
| 3  |      | Çağlar Birinci      | 2            | –           | –                | –           | –            | 153           | 1                | –                | –                | –                | –                | 90               | 3            | –           | –                | –      | –            | 243           |
| 5  |      | Gökhan Zan          | 12           | 2           | –                | 1           | –            | 864           | 1                | –                | –                | –                | –                | 90               | 13           | 2           | –                | 1      | –            | 954           |
| 17 |      | Tomáš Ujfaluši      | 39           | 1           | –                | 9           | 1            | 3428          | 1                | –                | –                | 1                | –                | 90               | 40           | 1           | –                | 10     | 1            | 3518          |
| 20 |      | Serkan Kurtuluş     | –            | –           | –                | –           | –            | –             | –                | –                | –                | –                | –                | –                | –            | –           | –                | –      | –            | –             |
| 22 |      | Hakan Balta         | 37           | 1           | –                | 2           | –            | 3322          | 1                | –                | –                | –                | –                | 90               | 38           | 1           | –                | 2      | –            | 3412          |
| 26 |      | Semih Kaya          | 30           | 1           | –                | 8           | –            | 2700          | 1                | –                | –                | –                | –                | 90               | 31           | 1           | –                | 8      | –            | 2790          |
| 27 |      | Emmanuel Eboué      | 31           | 3           | 1                | 4           | –            | 2618          | 1                | –                | –                | –                | –                | 90               | 32           | 3           | 1                | 4      | –            | 2708          |
| 55 |      | Sabri Sarıoğlu      | 27           | 1           | 1                | 1           | 1            | 1418          | 2                | –                | –                | –                | –                | 135              | 29           | 1           | 1                | 1      | 1            | 1553          |
| 76 |      | Servet Çetin        | 9            | –           | –                | –           | 1            | 387           | 1                | –                | –                | –                | –                | 90               | 10           | –           | –                | –      | 1            | 477           |
| 6  |      | Ceyhun Gülselam     | 12           | 1           | –                | –           | –            | 216           | 1                | –                | –                | –                | –                | 90               | 13           | 1           | –                | –      | –            | 306           |
| 7  |      | Aydın Yılmaz        | 15           | 2           | –                | 3           | –            | 470           | 2                | –                | –                | –                | –                | 90               | 17           | 2           | –                | 3      | –            | 560           |
| 8  |      | Selçuk İnan         | 39           | 13          | 14               | 4           | –            | 3482          | 1                | –                | –                | 1                | –                | 90               | 40           | 13          | 14               | 5      | –            | 3572          |
| 10 |      | Felipe Melo         | 36           | 12          | –                | 13          | –            | 2860          | –                | –                | –                | –                | –                | –                | 36           | 12          | –                | 13     | –            | 2860          |
| 11 |      | Albert Riera        | 30           | 1           | –                | 5           | –            | 1577          | 2                | –                | –                | –                | –                | 141              | 32           | 1           | –                | 5      | –            | 1718          |
| 18 |      | Ayhan Akman         | 8            | –           | –                | –           | –            | 229           | 1                | 1                | –                | 1                | –                | 45               | 9            | 1           | –                | 1      | –            | 274           |
| 21 |      | Yiğit Gökoğlan      | 8            | 1           | –                | –           | –            | 176           | –                | –                | –                | –                | –                | –                | 8            | 1           | –                | –      | –            | 176           |
| 35 |      | Yekta Kurtuluş      | 3            | –           | –                | –           | –            | 116           | –                | –                | –                | –                | –                | –                | 3            | –           | –                | –      | –            | 116           |
| 39 |      | Okan Derici         | –            | –           | –                | –           | –            | –             | 1                | –                | –                | –                | –                | 31               | 1            | –           | –                | –      | –            | 31            |
| 40 |      | Berk Yıldız         | –            | –           | –                | –           | –            | –             | 1                | –                | –                | –                | –                | 9                | 1            | –           | –                | –      | –            | 9             |
| 48 |      | Mertan Caner Öztürk | –            | –           | –                | –           | –            | –             | 1                | –                | –                | –                | –                | 90               | 1            | –           | –                | –      | –            | 90            |
| 50 |      | Engin Baytar        | 33           | 2           | 7                | 6           | 1            | 2211          | 2                | 1                | –                | –                | –                | 146              | 35           | 3           | 6                | 6      | 1            | 2357          |
| 52 |      | Emre Çolak          | 29           | 3           | –                | 5           | 1            | 1908          | 1                | –                | –                | –                | –                | 40               | 30           | 3           | –                | 5      | 1            | 1948          |
| 80 |      | Kazim Kazim         | 18           | 2           | –                | 5           | –            | 1354          | –                | –                | –                | –                | –                | –                | 18           | 2           | –                | 5      | –            | 1354          |
| 9  |      | Johan Elmander      | 36           | 12          | –                | 3           | 1            | 2927          | –                | –                | –                | –                | –                | –                | 36           | 12          | –                | 3      | 1            | 2927          |
| 15 |      | Milan Baroš         | 28           | 8           | –                | 2           | 1            | 1382          | 1                | –                | –                | –                | –                | 90               | 29           | 8           | –                | 2      | 1            | 1472          |
| 19 |      | Mehmet Batdal       | 1            | –           | –                | –           | –            | 16            | –                | –                | –                | –                | –                | –                | 1            | –           | –                | –      | –            | 16            |
| 77 |      | Necati Ateş         | 15           | 8           | 2                | –           | –            | 1208          | 1                | –                | –                | –                | –                | 90               | 16           | 8           | 2                | –      | –            | 1298          |
| 90 |      | Sercan Yıldırım     | 19           | 1           | 1                | 1           | –            | 622           | 2                | 2                | –                | –                | –                | 103              | 21           | 3           | 1                | 1      | –            | 725           |